# Stanisław Niezabitowski (polityk)
Stanisław Jakub Niezabitowski herbu Lubicz (ur. 25 listopada 1860 w Uhercach Niezabitowskich, zm. w 1941 gdzieś w Kazachstanie) – polityk galicyjski, poseł do Sejmu Krajowego Galicji VII, VIII, IX i X kadencji, w latach 1914-1918 jego ostatni marszałek.

## Życiorys
Był synem Włodzimierza i Kazimiery z Badenich. Studiował prawo na Uniwersytecie Lwowskim. Po studiach zajął się rodzinnym majątkiem. Był właścicielem Uherców, Koropuży i Butynów. W 1895 był zastępcą prezesa Wydziału Powiatowego w Żółkwi, należał do Okręgowej Rady Szkolnej w Gródku Jagiellońskim Do Sejmu Krajowego wszedł jako poseł z I kurii, okręgu Samborskiego. W Sejmie należał do ugrupowania konserwatystów związał się z grupa Podolaków. Pracował w komisjach budżetowej i prawnej. W 1909 działał w Powiatowej Kasie Oszczędności w Gródku, w 1911 był zastępcą prezesa Wydziału Okręgowego Towarzystwa Kredytowego Ziemskiego w Gródku oraz działał w prezydium Towarzystwa Galicyjskiej Kasy Oszczędności. W 1912 był członkiem Rady Nadzorczej Galicyjskiego Banku Krajowego we Lwowie, w latach 1918-1922 był jego prezesem. Po śmierci ojca zarządzał funduszem dla niezamożnej młodzieży ustanowionym przez babkę Ludwikę z Ostaszewskich. W 1913 po wyborach do Sejmu Krajowego na X kadencję wszedł w jego skład jako poseł IV kurii okręgu Gródek, 15 maja 1914 na mocy zarządzenia cesarskiego został marszałkiem Sejmu Krajowego. Po wybuchu I wojny wraz z Wydziałem Krajowym ewakuował się do Wiednia. Poświęcił się tam działalności charytatywnej, uzyskał obietnicę odszkodowań dla Galicji za zniszczenia wojenne oraz założył Galicyjski Wojenny Zakład Kredytowy. W 1915 wrócił do Lwowa. Członek dożywotni Izby Panów austriackiej Rady Państwa (od 30 maja 1917 do 28 października 1918). 20 czerwca 1920 złożył dymisję na ręce Tymczasowego Wydziału Samorządowego wycofując się tym samym z działalności publicznej.
W okresie międzywojennym mieszkał we Lwowie lub w Uhercach. W kwietniu 1940 aresztowany przez władze radzieckie wraz z żoną Anną z Kwileckich został wywieziony do Kazachstanu gdzie zmarł bezpotomnie w 1941, żona zmarła w 1942 w Teheranie.